# Breznay István
Breznai Breznay István (Gálszécs, 1788. szeptember 5.– Sátoraljaújhely, 1862. október 19.) orvos, Zemplén vármegye főorvosa, szakíró.

## Élete
A református vallású nemesi származású breznai Breznay család sarja. Apja, breznai Breznay István, református lelkész, esperes, anyja, Vanicsek Anna asszony volt. Iskoláit Sátoraljaújhelyen járta, az egyetemet Bécsben és Pesten végezte. 1827-től a Zemplén megyei kórház rendes orvosa volt. A kolerajárvány idején Breznay fontos szerepet játszott Kossuth Lajossal és másokkal annak megfékezésében. Fennmaradtak 1830-as és 1840-es évekbeli szakorvosi jelentései. Kiváló belgyógyász és sebész hírében állt, sokat tett Zemplén vármegye egészségügyéért, a megyei testületnek is tagja volt.

## Családja
1827. december 9.-én Sátoraljaújhelyen feleségül vette Kossuth Lajos húgát, Kossuth Karolinát, akitől hét gyermeke született. A házasság kötésnél Hidegkövy Antal és Kossuth Lajos voltak a tanúk. Legkisebb fia Breznay Geyza színész, másik fia Breznay István (1828–1852) 1848-49-es huszárhadnagy.

## Műve
- Dissertatio inaug. medica de chlorosi. Pest, 1820.